# Volker Ranisch

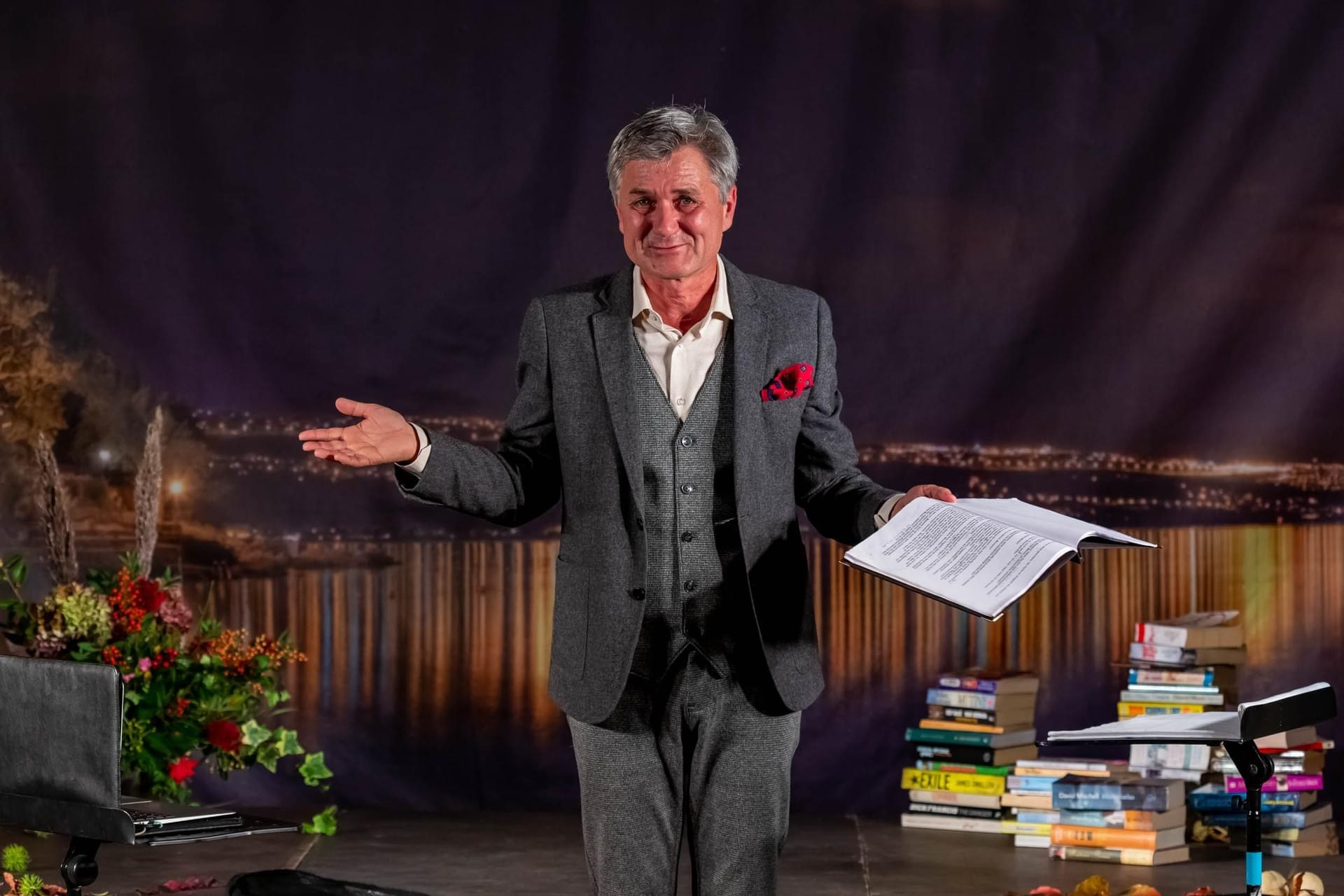
Volker Ranisch (2023)

Volker Ranisch (* 20. April 1966 in Karl-Marx-Stadt) ist ein deutsch-schweizerischer Schauspieler.

## Leben
Ranisch studierte von 1986 bis 1990 an der Theaterhochschule Leipzig. Nach dem Abschluss des Studiums wurde er an den Städtischen Bühnen Leipzig engagiert. Gastrollen führten ihn weiter an das Deutsche Theater und das Theater im Palais in Berlin und an das Schauspielhaus Zürich. Seit Oktober 2021 spielt er in der Komödie Schätzchen, streit mit mir! von Ben Rakidžija, die am 27. Oktober 2021 im Rahmen des Schweizer Literaturfests Zürich liest uraufgeführt wurde.
Seit 1989 steht Ranisch auch für Film- und Fernsehproduktionen vor der Kamera. Sein Filmdebüt gab er in Frank Beyers Kriminalfilmkomödie Der Bruch, wo er die Rolle des jungen Polizeischülers Julian übernahm. In Hans-Werner Honerts Fernsehfilm Trutz spielte er an der Bernd Michael Lade als Stani eine der beiden Hauptrollen. 1992 wurde er von Ulrich Weiß in der Hauptrolle des Sebastian Müller in dem satirischen Kinofilm Miraculi besetzt. Bekannt wurde er einem breiten Fernsehpublikum an der Seite von Ulrich Mühe als Sektionsgehilfe Fred Schröder in der ZDF-Krimiserie Der letzte Zeuge, den er von 1998 bis 2007 in einer durchgehenden Rolle spielte. Unter Bernd Fischerauer spielte er 2012 historische Rollen in seinen dokumentarischen Spielfilmen, so Wilhelm Prinz zu Stolberg-Wernigerode in Europas letzter Sommer und den preußischen Staatsminister Alexander von Schleinitz in Die Reichsgründung.
Seit den 1990er-Jahren lebt Ranisch in Mosnang im Schweizer Kanton St. Gallen. Im Mai 2024 wurde ihm das Mosnanger Bürgerrecht verliehen.

## Theatrografie
als Schauspieler
- 1991: William Shakespeare: Hamlet – Regie: Karl-Georg Kayser (Schauspiel Leipzig)
- 1992–1993: Der Disneykiller – Regie: Sewan Latchinian (Deutsches Theater Berlin)
- 1993–1994: Tom Stoppard: Arkadien – Regie: P. Wood (Schauspielhaus Zürich)
- 2002–2006: William Shakespeare: Macbeth – Regie: Barbara Abend (Theater im Palais Berlin)
- 2007: Heinrich von Kleist: Amphitryon – Regie: Peter Rauch (Theater im Palais Berlin)
- 2008: Mit Musike – Regie: Barbara Abend (Theater im Palais Berlin)
- 2009: Stefan Zweig: Schachnovelle – Regie: André Steger (Ring Theater Zürich)
- 2010: Die Menschenfabrik – Regie: André Steger (Ring Theater Zürich)
- 2021–2024: Ben Rakidžija: Schätzchen, streit mit mir! – Regie: André Steger (Ring Theater Zürich)

als Theaterregisseur
- 2006: Merlin Holland: Oscar Wilde. Im Kreuzverhör (Theater im Palais Berlin)

## Filmografie

### Filme
- 1989: Der Bruch
- 1991: Heute sterben immer nur die andern
- 1991: Der Fall Ö.
- 1991: Trutz
- 1991: Der Besucher
- 1992: Miraculi
- 1992: Die Lügnerin
- 1993: Novalis – Die blaue Blume
- 1994: Wachtmeister Zumbühl
- 1995: BSR: The Trash Movie
- 1995: Casting (Kurzfilm)
- 1997: Der Hauptmann von Köpenick
- 1997: Der Coup
- 2000: Der Preis der Schönheit
- 2002: Liebesau – Die andere Heimat (Vierteiler)
- 2004: Kleinruppin forever
- 2006: Der rote Kakadu
- 2008: Der Baader Meinhof Komplex
- 2009: Die Freundin der Tochter
- 2010: Der Gewaltfrieden
- 2012: Europas letzter Sommer
- 2012: Mittlere Reife
- 2012: Die Reichsgründung
- 2012: Die nervöse Großmacht
- 2014: Frei
- 2014: Die Lügen der Sieger
- 2016: Die Täter – Heute ist nicht alle Tage
- 2017: Die Anfängerin
- 2020: Krauses Umzug

### Fernsehserien und -reihen
- 1991: Polizeiruf 110: Zerstörte Hoffnung (Fernsehreihe)
- 1992: Tatort: Ein Fall für Ehrlicher (Fernsehreihe)
- 1992: Tatort: Tod aus der Vergangenheit
- 1992: Der Alte (Folge: Das Foto)
- 1994: Beckmann & Markowski – Tödliches Netz (Fernsehreihe)
- 1995–1998: Großstadtrevier (verschiedene Rollen, 2 Folgen)
- 1995: Die Männer vom K3 (Folge: Geschäft mit dem Tod)
- 1996: Edgar Wallace: Die Katze von Kensington (Fernsehreihe)
- 1996: Im Namen des Gesetzes (Folge: Fassadenschwindel)
- 1996: Die Stadtindianer (Folge: Wo die Liebe hinfällt)
- 1996: Wolkenstein (Folge: Die Rabenmutter)
- 1997: Der Fahnder (Folge: Fuß in der Tür)
- 1997: Liebling Kreuzberg (Folge: Wissen ist Macht)
- 1998–2007: Der letzte Zeuge (39 Folgen)
- 1999–2001: Für alle Fälle Stefanie (verschiedene Rollen, 3 Folgen)
- 1999: Polizeiruf 110: Schellekloppe
- 2003: Das Duo: Der Liebhaber (Fernsehreihe)
- 2005: Das Duo: Blutiges Geld
- 2007: R. I. S. – Die Sprache der Toten (Folge: Tödliche Grüsse)
- 2008: Dell & Richthoven (Folge: Knast oder Cognac)
- 2010: Weissensee (2 Folgen)
- 2017: Die Spezialisten – Im Namen der Opfer (Folge: Feindkontakt)
- 2017: SOKO Wismar (Folge: Hühnergott)